# Zahnhartsubstanz
Zahnhartsubstanz ist in der Zahnmedizin der gemeinsame Oberbegriff für Zahnschmelz, Dentin (Zahnbein) und Wurzelzement. Einen Verlust der Zahnhartsubstanz durch direkte häufige Säureeinwirkung und/oder Schleifkörper in Zahnpasten bezeichnet man in der Zahnmedizin als Erosion, ist dieser durch Reibung bedingt so spricht man von Abrasion (Abrieb).